# Эстева, Жан-Пьер
Жан-Пьер Эстева (фр. Jean-Pierre Esteva; 14 сентября 1880, Реймс — 11 января 1951, там же) — французский военный и политический деятель, адмирал. Генерал-резидент французского протектората Тунис в 1940—1943 годах. В 1945 году был осуждён за коллаборационизм и приговорён к пожизненному заключению. Помилован в 1950 году.

## Биография
В 1898 году поступил в военно-морскую академию в Тулоне, выпустился в 1901 году. Первое назначение получил на крейсер «Паскаль», участвовал в операциях в Китае. С 1 января 1903 года служил на броненосце «Буве», находившемся в составе средиземноморского флота. В 1904—1906 годах служил на тихоокеанском флоте, в 1907—1910 годах снова на Средиземном море, участвовал в операциях у побережья Марокко.
12 августа 1910 года произведён в звание корабельного лейтенанта. В 1911 году получил назначение на броненосец «Патри». В начале Первой мировой войны служил на крейсере «Жанна д’Арк», участвовал в Дарданелльской операции, при высадке десанта у крепости Кумкале был ранен в голову. За эту операцию награждён Военным крестом. После ранения был назначен помощником начальника Службы портов и морских коммуникаций. Вскоре вернулся на активную службу и принял командование противолодочным кораблём «Жанна Женевьева». 6 августа 1917 года отличился в бою с немецкой субмариной.
После войны служил в военно-морском министерстве при Жорже Лейге, преподавал в военно-морском училище в Тулоне. В июле 1918 года получил звание капитана корвета, 11 сентября 1919 года — капитана фрегата, 28 декабря 1924 — капитан корабля. С 1927 года занимался развитием морской авиации. 6 августа 1929 года присвоено звание контр-адмирала, в феврале 1935 года — вице-адмирала, 14 сентября 1937 года — адмирала. В том же 1937 году назначен главным морским инспектором. В августе 1939 года, незадолго до начала Второй мировой войны, принял командование над южным флотом Франции, базировавшимся в Тулоне. 17 мая 1940 года, опасаясь вступления Италии в войну, перенёс базу флота в Бизерту в Северной Африке. Его корабли участвовали в военных действиях в восточном Средиземноморье совместно с британскими ВМС под командованием адмирала Каннингема.
В июне 1940 году, после разгрома французской армии и капитуляции Франции, Эстева как и многие другие адмиралы поддержал режим Виши. Будучи видным сторонником маршала Петена, он получил назначение во Французский протекторат Тунис. 26 июля 1940 году Эстева вступил в должность генерала-резидента. Поначалу выступал против размещения авиабаз Люфтваффе на территории французского Туниса, но подчинился приказам премьер-министра Пьера Лаваля и передал французские базы для развертывания немецких сил в Северной Африке, начавшегося в ноябре 1942 года. При этом адмирал Каннингем после войны утверждал, что Эстева был настоящим патриотом, он симпатизировал Союзникам и ненавидел немцев.
7 мая 1943 года, когда силы Союзников вошли в Тунис, Эстева был эвакуирован в Париж, уволен со службы и помещён немецкими властями под домашний арест. 18 мая был отпущен. В то же время в Алжире военный трибунал Сражающейся Франции под председательством генерала Жиро заочно приговорил Эстева к смертной казни за измену. 22 сентября 1944 года, после освобождения Парижа, Эстева был арестован французской полицией и заключён в тюрьму Клерво. Был уволен со службы без сохранения пенсии. Обвинялся в сотрудничестве с немецкими и итальянскими силами в Северной Африке. Эстева вину отрицал, утверждая, что стремился не допустить перехода Туниса под контроль Италии. В его защиту на суде выступал адмирал Мюзелье. Тем не менее 15 марта Эстева был признан виновным и приговорён к пожизненному заключению. Помилован 11 августа 1950 года по состоянию здоровья. Скончался через полгода в родном Реймсе, похоронен на городском кладбище.